# Yoon Jae-young
Yoon Jae-young (5 febbraio 1983) è un tennistavolista sudcoreano.

## Carriera
Ha vinto la sua più prestigiosa medaglia nella gara a squadre dell'Olimpiade di Pechino 2008, dove giunse sul terzo gradino del podio.